# Question royale
La question royale désigne, en Belgique, les événements politiques qui eurent lieu entre le 7 mai 1945 et le 31 juillet 1951 à propos du retour au pays du roi Léopold III après la Seconde Guerre mondiale. Cette question fut à l'origine d'un soulèvement insurrectionnel principalement dans le sillon Sambre-et-Meuse de la Wallonie, qui fut le théâtre d'événements sanglants, d'une campagne d'attentats entre le 20 et le 26 juillet 1950, puis d'une grève générale violente. La crise aboutit à l'abdication de Léopold III au profit de son fils Baudouin, le 16 juillet 1951.

## Origines de la question royale
La question royale trouve ses origines dans les divergences de vues entre le monarque et ses ministres, les incidents de la bataille de la Lys et la réaction du président du Conseil français, Paul Reynaud, qui, par un discours le 28 mai 1940, voulant ignorer l'effondrement français de la percée allemande de Sedan, condamne dans un discours radiophonique la reddition de l'armée belge et accuse le roi des Belges, Léopold III, de n'avoir  pas prévenu les Alliés. Reynaud fait du roi le bouc émissaire de la défaite, créant ainsi, en France, une situation extrêmement hostile, voire dangereuse, pour les Belges et leurs représentants.

Hubert Pierlot, Premier ministre de 1939 à 1945.

Le même jour, le premier ministre belge, Hubert Pierlot, fustige également le comportement du roi et interpelle les Belges à la radio française : 

« Passant outre à l'avis formel du gouvernement, le Roi vient d'ouvrir des négociations et de traiter avec l'ennemi. La Belgique sera frappée de stupeur, mais la faute d'un homme ne peut être imputée à la Nation entière. Notre armée n'a pas mérité le sort qui lui est fait. L'acte que nous déplorons est sans valeur légale et n'engage pas le pays. Aux termes de la Constitution que le Roi a juré d'observer, tous les pouvoirs émanent de la Nation et sont exercés de la manière prévue par la Constitution. Aucun acte du Roi ne peut avoir d'effet s'il n'est contresigné par un ministre. Ce principe est absolu. Il est une règle fondamentale de nos institutions. Le Roi, rompant le lien qui l'unissait à son peuple, s'est placé sous le pouvoir de l'envahisseur. Dès lors, il n'est plus en situation de gouverner, car de toute évidence la fonction de chef d’État ne peut être exercée sous contrôle étranger. »

### La capitulation de mai 1940
Le 25 mai 1940, au château de Wynendaele a lieu l'entretien décisif entre le roi Léopold III et ses principaux ministres, à l'issue duquel le roi refuse de suivre ceux-ci hors du territoire national. Celui-ci est parfois appelé drame de Wynendaele. En effet, persuadés de la victoire française à venir, les ministres ont insisté auprès du roi pour qu'il les accompagne en France. Ce dernier considérant par contre que l'armée française n'a plus aucune chance et qu'elle finira par capituler prochainement ne voit aucun avantage à les accompagner en France.

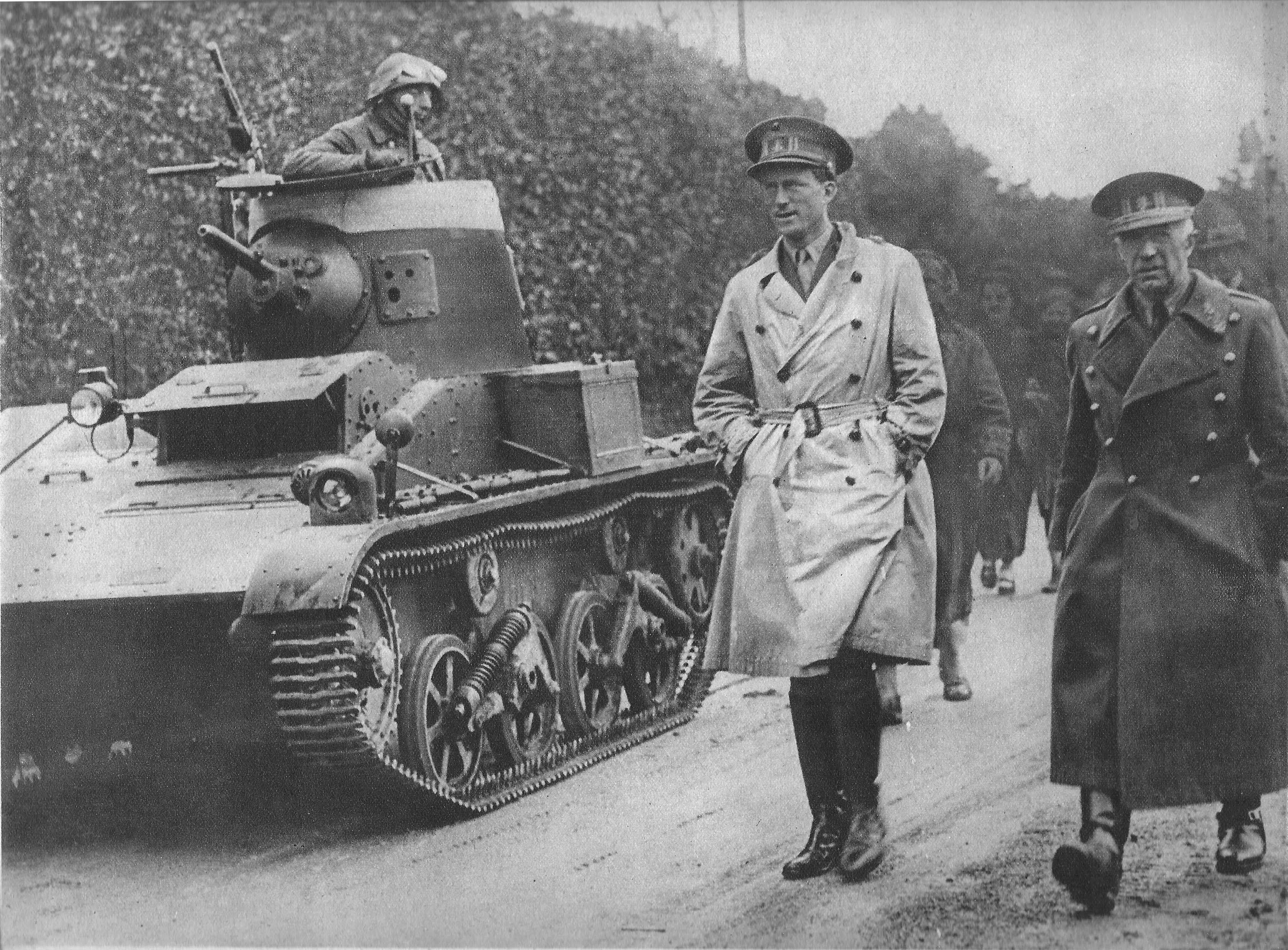
Léopold III, passant en revue une colonne de chars d'assaut, le ministre de la Guerre, le général Denis, à sa gauche.

Le roi, comme le lui permet sa fonction de chef des armées, capitule le 28 mai 1940, après la bataille de la Lys. Il confie néanmoins des étendards de régiments belges à l'abbaye de Saint-André-lez-Bruges et à son père-abbé Dom Nève qui les y cache jusqu'à la fin de la guerre. Le roi se constitue prisonnier de guerre et se livre aux Allemands qui l'installent en résidence surveillée au château de Laeken. Le 31 mai, avec l’accord du gouvernement réfugié à Poitiers mais toujours sous une pression française extrêmement hostile, les deux tiers des parlementaires provisoirement déménagés à Limoges votent une motion condamnant cette capitulation. Le contreseing ministériel n'avait pas été obtenu, ce qui engendra la contestation.
Mi-juin, la France dépose les armes et demande l'armistice. Dans le courant de l'été, les ministres belges réfugiés en France tentent de renouer le contact avec le roi pour envisager également un armistice, sans succès: le roi s'interdisant alors, comme prisonnier, le moindre contact politique notamment avec ses ministres.
Ce n'est qu'à l'automne 1940 que les principaux ministres (Pierlot, Spaak entre autres) quittent la France pour rejoindre Londres où les ont précédés leurs collègues Devleeschouwer (ministre des Colonies) et Gutt (ministre des Finances). C'est alors que le gouvernement belge de Londres indique officiellement poursuivre la guerre aux côtés des Britanniques.

### Le mariage du roi
Une fois la reddition signée, le roi fut placé en résidence surveillée au château de Laeken. C'est dans la chapelle de ce château qu'il épouse, le 11 septembre 1941, la jeune Lilian Baels, à laquelle il avait avoué son amour au mois de juillet de la même année. L'union fut célébrée religieusement, et l'on décida que le mariage civil officiel n'aurait lieu qu'après la libération du pays, en raison de la situation délicate due à l'occupation. Mais, lorsque peu de temps après Lilian Baels annonça attendre un enfant, son père insista vivement pour que le mariage civil soit célébré au plus vite afin de se conformer à la Constitution et que l'enfant soit reconnu comme légitime. La cérémonie eut lieu le 6 décembre de la même année et fut annoncée publiquement le jour suivant. Cette décision personnelle du roi, incitée par son souhait de ne pas rester veuf et de garantir à ses enfants une présence féminine et maternelle provoque des réactions contrastées parmi la population.

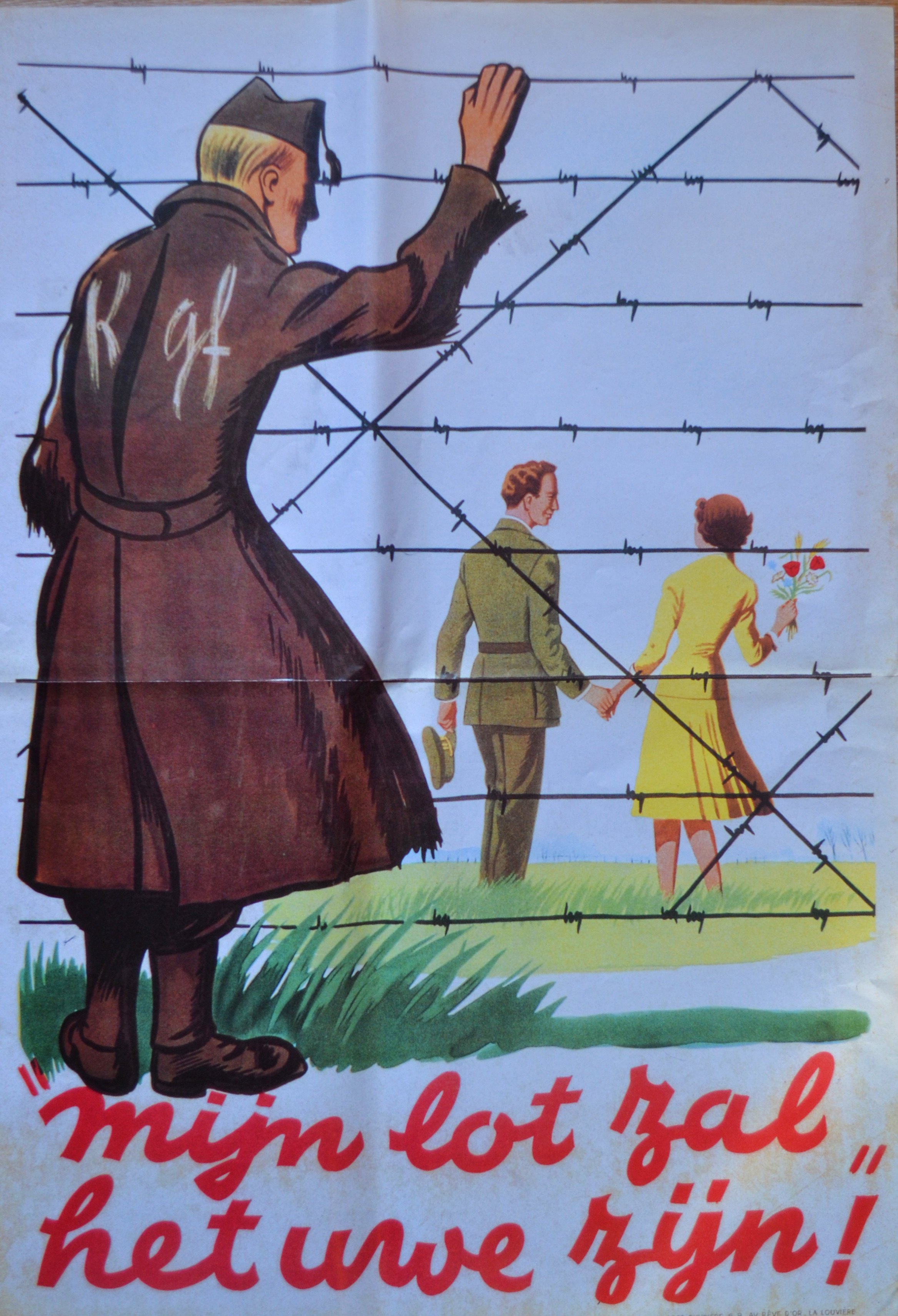
Affiche de propagande belge contre le roi Léopold III avec l’inscription « Mon destin sera le vôtre » émise en 1950 dans le contexte de la Question Royale.

Il est par la suite fait remarquer que le roi, en agissant de la sorte, enfreignait tout de même la Constitution belge, selon laquelle le mariage civil doit toujours précéder le mariage religieux, comme indiqué à l'article 16 de la Constitution en vigueur à l'époque. Cependant, l'article se termine par « sauf les exceptions à établir par la loi s'il le faut ». Or, l'article 267 du Code pénal de l'époque prévoyait que « aucune peine ne peut intervenir lorsque la bénédiction nuptiale a été donnée à des conjoints dont l'un était en danger de mort » : étant prisonnier de guerre, il se peut que Léopold III se considérât en danger et n'y vît donc pas une infraction à la loi.
La deuxième remarque qui fut faite à l'égard de ce mariage fut la décision du roi que les enfants à naître de son union avec Lilian Baels n'auraient pas accès au trône : cette décision fut prise, au dire des défenseurs du roi, afin de ne pas placer le pays devant le fait acquis, et de ne pas évincer de leurs droits les enfants de la reine Astrid, sa première femme décédée en 1935, à laquelle l'opinion publique restait très attachée. Or cette décision, constitutionnellement, ne lui appartenait pas.
Enfin, un reproche récurrent adressé au roi fut celui de s'être marié pendant la guerre, alors que les soldats belges prisonniers, dont il avait juré de partager le sort, vivaient les privations les plus atroces et étaient séparés de leur famille. Alors que les défenseurs du roi se demandent en quoi ce mariage aggrave leur situation, les anti-léopoldistes soulèvent, en réponse, le point de vue moral, et la frustration de savoir que le roi jouissait d'un plaisir qui leur était refusé.
Ces remarques faites à l'égard de ce mariage montrent que l'opinion publique fut particulièrement sensible à cet acte fort chargé symboliquement, mais qui ne provoquait pas de conséquences sur leur situation personnelle. Le fait de voir leur souverain jouir d'un droit qui était nié aux soldats prisonniers fut perçu comme une promesse non tenue, et eut donc des répercussions sur la popularité du souverain et sur la confiance que le peuple avait en lui.

### La libération par les Américains deLéopoldIIIcaptif en Allemagne
Le 9 juin 1944, le débarquement de Normandie venant d'avoir lieu, la famille royale est emmenée en captivité en Allemagne. L'armée américaine la libère le 7 mai 1945, soit un peu moins d'un an après son arrivée en Allemagne. Depuis la Libération, intervenue en septembre 1944, le Parlement avait décidé de confier au prince Charles la régence du royaume.

### L’impossibilité du retour du roi en Belgique
Le roi Léopold III souhaite rentrer en Belgique. Les ministres catholiques y sont favorables, tandis que leurs collègues des partis non confessionnels y sont opposés. Cette situation provoque l'éclatement de la coalition du Gouvernement du premier ministre Achille van Acker. Cet événement suspend provisoirement la crise, le syndicat socialiste FGTB annonçant la grève générale.

### La loi sur la fin de l'impossibilité de régner
Le 19 juillet 1945, le parlement adopte une loi n'autorisant pas le retour du roi sans que le Sénat et la Chambre se prononcent sur la fin de l'impossibilité de régner de Léopold III, une impossibilité de régner déclarée en juin 1940 qui, en fait et en droit, n'avait pas pris fin.
Au vu de l'attitude neutraliste du roi durant l'occupation, différents points de vue s'opposent. Les sociaux-chrétiens sont favorables au retour du roi aux affaires, les libéraux souhaitent un effacement du roi, tandis que socialistes et communistes exigent son abdication.

## L'organisation en 1950 d'une consultation populaire
De 1947 à 1949, une coalition composée de socialistes et de chrétiens (PSB et PSC) dirigée par Paul-Henri Spaak dirige le pays. Elle n'a pas de position commune face à la question royale. Après les élections de 1949, auxquelles les femmes participent pour la première fois, une coalition entre sociaux-chrétiens (PSC) et libéraux se met en place. Ce gouvernement organise le 12 mars 1950 une Consultation populaire, soit un référendum consultatif sur le retour du roi sur le trône (le référendum n'est pas permis par la Constitution belge).

### Les résultats de la consultation divisent Wallons et Flamands
Le résultat est que 2 933 382 Belges (57,68 %) se déclarent pour le retour du roi contre 2 151 881 (42,32 %) qui sont contre, mais une fracture apparaît : si 72,2 % des Flamands se montrent favorables au souverain, 58 % des Wallons y sont opposés, comme aussi une majorité des Bruxellois.

#### En Flandre
Le Limbourg donne 83 % de oui, suivi de la Flandre-Occidentale avec 75 %, de la Flandre-Orientale avec 72 % et d'Anvers avec 68 % d'opinions favorables. Les 16 arrondissements flamands ont tous exprimé une majorité pour le « oui » .

#### À Bruxelles
On enregistre une légère majorité favorable dans l'ancienne province de Brabant (50,15 %, mais à Bruxelles 48 % de « oui » contre 52 % de « non »).

#### En Wallonie

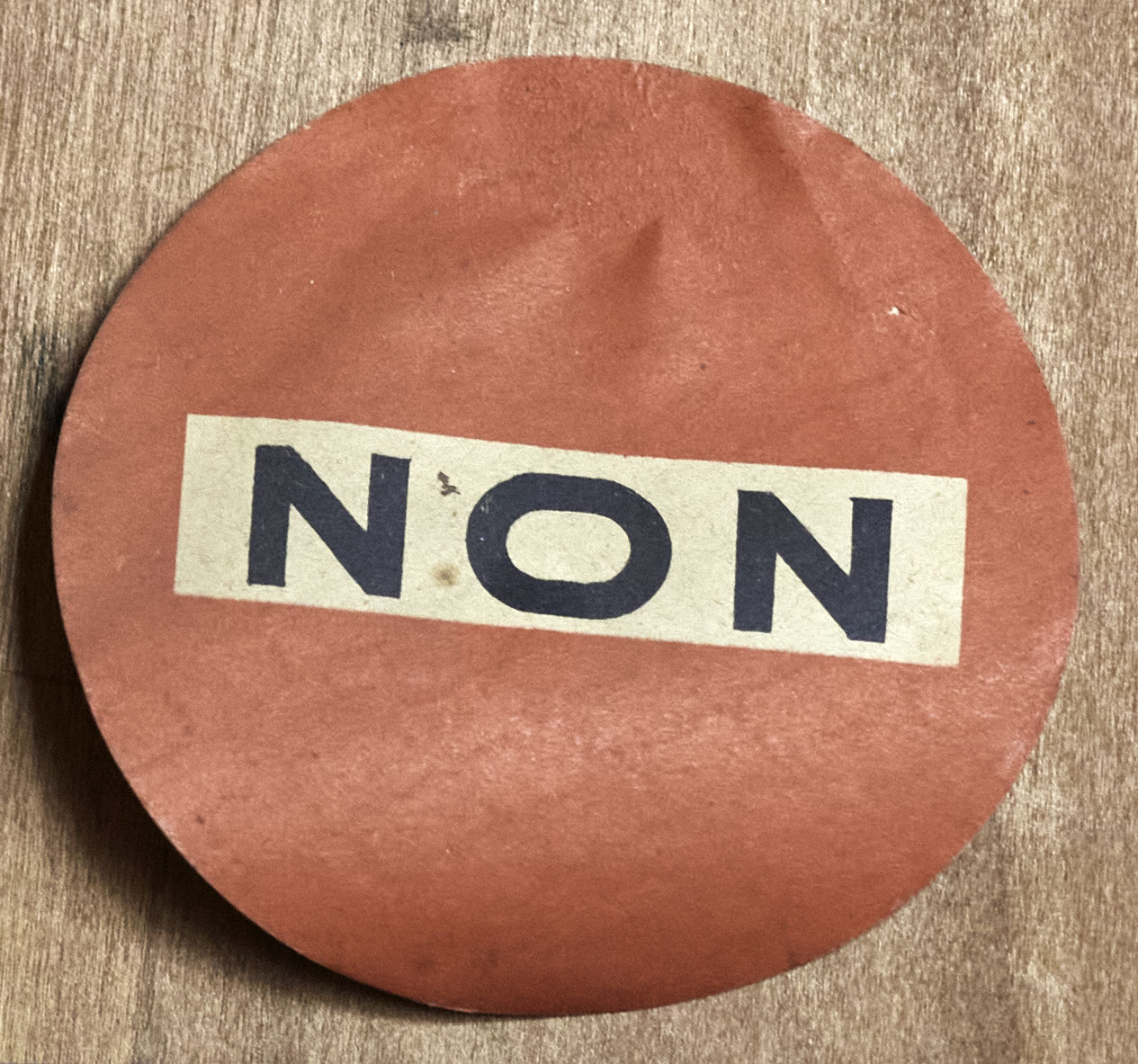
Papillon que les opposants au retour du roi apposaient sur les affiches qui lui étaient favorables ».

En Wallonie, les provinces du Luxembourg et de Namur disent « oui » avec respectivement 65 % et 53 %.
Le Hainaut s'oppose au retour du roi avec 64 % de « non » et Liège avec 58 % d'opposants.
Mais au sens actuel, ce sont trois provinces wallonnes sur cinq qui se prononcèrent contre le roi, l'arrondissement de Nivelles, coïncidant avec l'actuelle Province du Brabant wallon, avec 62 % de « non ».
Cependant, dans la province de Liège, l'arrondissement de Verviers vota « oui » (60 % de « oui ») et dans la province de Namur, l'arrondissement de Namur vota « non » de justesse (51 % de « non »).
Au total 9 arrondissements wallons sur 13 se prononcèrent pour le « non ». Ou encore (au sens actuel), 10 arrondissements francophones (les 9 wallons et Bruxelles), ou à majorité francophone sur 14.

### La victoire du PSC aux élections législatives nationales de juin 1950
Les élections de juin 1950 amènent les sociaux-chrétiens du PSC seuls au pouvoir ; ceux-ci mettent fin à l'impossibilité de régner du roi (grâce à leur majorité au Parlement).

## Le retour de Léopold III et l'insurrection wallonne
Dès juin et juillet, d'importantes manifestations, des grèves, des dépôts de fleurs aux monuments aux morts expriment en Wallonie l'opposition au retour du roi. Ces grèves sont lancées par la FGTB, le PSB, le PCB, dans une certaine mesure les libéraux, quelques chrétiens de gauche, le Mouvement wallon, les anciens cadres de la Résistance. Cependant le Roi multiplie les maladresses qui sont considérées comme des provocations par la gauche par exemple le 23 juillet 1950, soit un jour après son retour, le roi reçoit le général van Overstraeten qui est une figure des personnalités pro Léopold. Quelques jours plus tard le Roi convoque un conseil de la couronne (il s'agit d'un organe réunissant le roi et les ministres d'état. Ce conseil a le pouvoir de promulguer des décrets et des lois en cas de danger pour le royaume) auquel les ministres d'état socialiste n'assistent pas. 

### Une vague d'attentats, le réveil de la Résistance
Léopold III revient à Bruxelles le 22 juillet 1950. La veille, à Boussu (Mons), un premier attentat à l'explosif avait déjà eu lieu. Une centaine de ceux-ci visèrent les voies de chemin de fer et les centrales électriques. La réaction au retour du roi fut effectivement très violente dans les bassins industriels wallons, surtout en région liégeoise, et dans une moindre mesure à Gand et à Anvers qui sont des bastions socialistes en Flandre.

### La grève générale, le drame de Grâce-Berleur

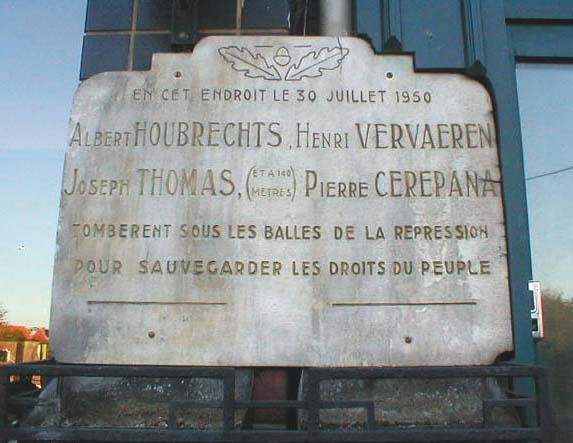
Plaque commémorative de la fusillade sur la façade du café à l'enseigne de « La Boule Rouge » à Grâce-Berleur.

La grève y est générale dès le 26 juillet. Les manifestations se succèdent. La tension est à son comble, lorsque, le 30 juillet 1950, trois hommes furent abattus par la gendarmerie lors d'un rassemblement à Grâce-Berleur, en banlieue liégeoise. Un quatrième mourut de ses blessures. Le monument érigé en 1952 à Grâce-Berleur est de l'architecte Joseph Moutschen alors directeur des Beaux-Arts

### Projet de marche sur Bruxelles et d'un gouvernement wallon séparatiste
Les socialistes, les communistes, les opposants au roi dans le mouvement wallon avaient décidé de marcher sur Bruxelles. Cette marche se mettait en branle. On craignit le pire. À Liège, on note la tentative de formation d'un gouvernement wallon séparatiste. La droite réagissant à cette menace de marche sur Bruxelles en projetant de marcher sur Bruxelles. 

## Léopold III se retire
Léopold III, face aux violences suscitées par ses opposants et cédant aux conseils de la plupart des ministres du Gouvernement Jean Duvieusart, décide de transmettre ses pouvoirs à son fils Baudouin le 31 juillet 1950, le lendemain de la fusillade de Grâce-Berleur. Celui-ci prête serment comme Prince Royal, exerçant les pouvoirs constitutionnels du roi, le 11 août 1950. Léopold III se dit prêt à abdiquer dans une année si un consensus voit le jour autour de son fils. Léopold III abdique ainsi le 16 juillet 1951, Baudouin devient le cinquième roi des Belges, le 17 juillet 1951, à presque 21 ans et en une période où fait rage la deuxième guerre scolaire.

## Les conséquences de la question royale

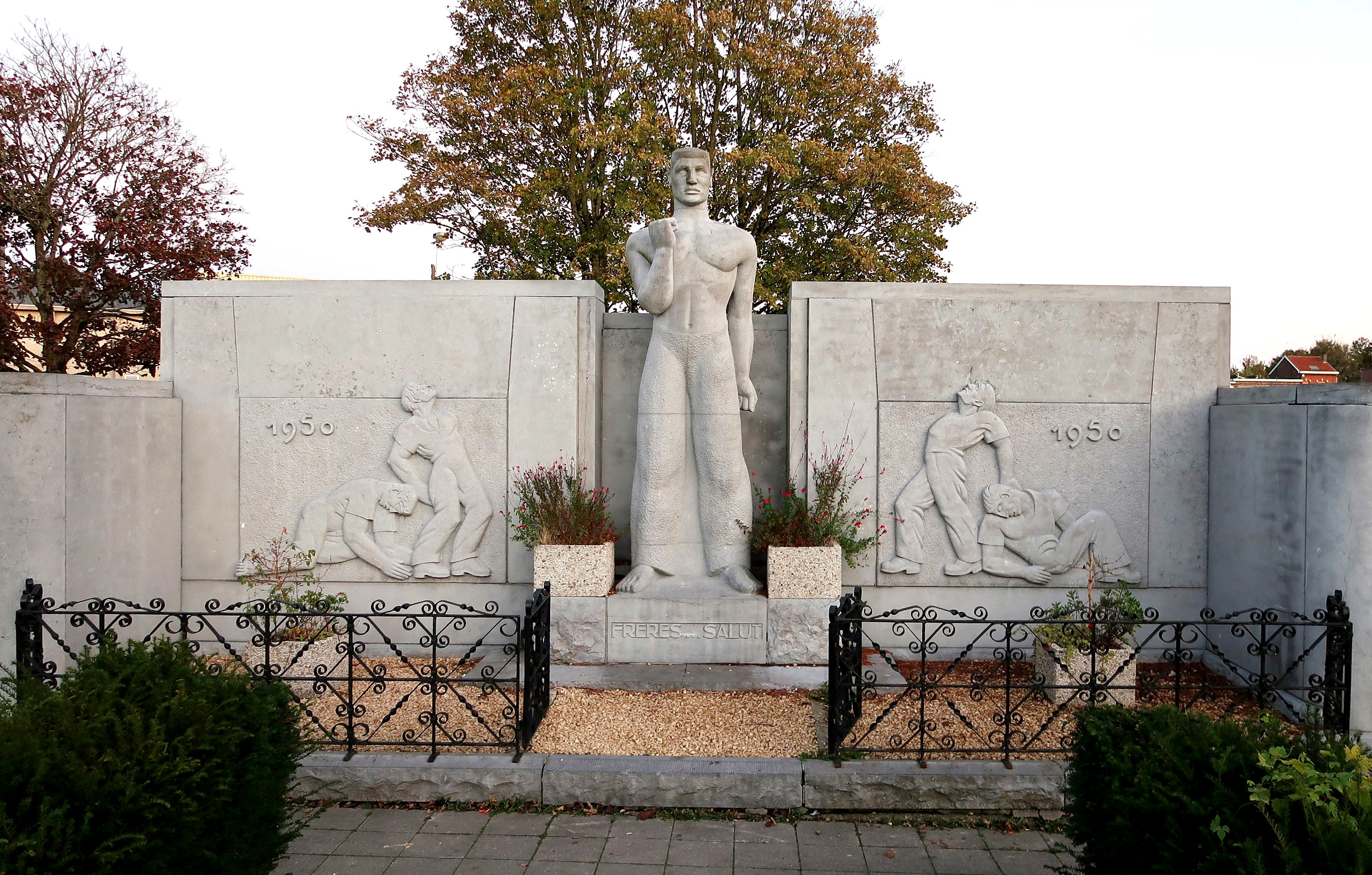
Monument aux morts de la Question Royale à Grâce-Berleur.

La société belge reste longtemps marquée par ces événements. Avec la question scolaire et sans doute plus qu'elle encore, elle fut le plus grand révélateur de la division des Belges. Il y eut aussi d'autres conséquences : les néerlandophones eurent conscience de constituer la majorité de la population et virent un déni de démocratie dans le refus par les Wallons d'accepter le résultat de la consultation populaire. En Flandre, les mouvements flamands se radicalisèrent. En Wallonie, c'est le monde ouvrier qui se radicalisa, estimant que les Wallons étant une minorité, ils avaient besoin d'une protection, et donc d'une autonomie plus large.